# Атанас Орос
Атанас Орос (угор. Orosz Atanáz; нар. 11 травня 1960, Ньїредьгаза, Угорщина) — угорський греко-католицький єпископ, з 20 березня 2015 року — єпископ Мішкольцький.

## Життєпис
Атанас Орос народився 11 травня 1960 року в м. Ньїредьгаза (Угорщина) в сім'ї греко-католицького священика. Навчався на богословському факультеті Католицького університету Петера Пазманя в Будапешті, де в 1984 році здобув докторат з богослов'я. 4 серпня 1985 року отримав священиче рукоположення. У 1985—1987 роках вивчав моральне богослов'я в Академії Альфонсіанум у Римі, одночасно відвідував курси патристики в Університеті Августиніанум і літургіки та екуменізму в Папському Східному Інституті.
Був префектом, а потім ректором Вищої богословської семінарії в Ньїредьгазі. У 1991—1993 роках проходив новіціят у бенедиктинському монастирі в с. Шевтон (Бельгія), де залишався монахом до 1999 року. У 1999 році разом із о. Петером Фюлепом Кочишом заснував монашу спільноту, підпорядковану Гайдудорозькому єпископові.

## Єпископ
5 березня 2011 року папа Бенедикт XVI призначив отця Атанаса Ороса апостольським екзархом Мішкольцького екзархату і титулярним єпископом Паніума. Єпископська хіротонія відбулася 21 травня 2011 року. Головним святителем був архієпископ Кирил Васіль, секретар Конгрегації Східних Церков, співсвятителями були Пряшівський архієпископ Ян Баб'як і Гайдудорозький єпископ Петер Фюлеп Кочиш.
20 березня 2015 апостольський екзархат Мішкольца був перетворений в єпархію, яка увійшла до складу новоствореної Гайдудорозької митрополії і Атанас Орос став єпархом. З 20 березня до 31 жовтня 2015 року був апостольським адміністратором Ньїредьгазької єпархії.